# ポンソンビー・ムーア (第9代ドロヘダ伯爵)
第9代ドロヘダ伯爵ポンソンビー・ウィリアム・ムーア（英語: Ponsonby William Moore、1846年4月29日 – 1908年10月28日）は、イギリスの貴族、政治家。保守党に所属し、1899年から1908年までアイルランド貴族代表議員を務めた。

## 生涯
ポンソンビー・アーサー・ムーア（Ponsonby Arthur Moore、1816年8月4日 – 1871年5月3日、ヘンリー・ムーアの息子、第5代ドロヘダ伯爵エドワード・ムーアの曽孫）と妻オーガスタ・ソフィア（Augusta Sophia、旧姓ガードナー（Gardner）、1903年9月21日没、ウィリアム・ヘンリー・ガードナー閣下の娘）の息子として、1846年4月29日にマルタで生まれた。
デヴォン州の治安判事と副統監、キルデア県の治安判事、クイーンズ・カウンティ（現リーシュ県）の治安判事と副統監を務めた。
1892年6月29日に遠戚にあたる第3代ドロヘダ侯爵ヘンリー・ムーアが死去すると、ドロヘダ伯爵位を継承した。保守党に属し、1899年から1908年に死去するまでアイルランド貴族代表議員を務めた。
1908年10月28日にムーア・アビーで死去、11月2日にモナストレヴィンで埋葬された。息子ヘンリー・チャールズ・ポンソンビーが爵位を継承した。

## 家族
1879年10月16日、アン・タワー・モイア（Anne Tower Moir、1924年2月21日没、ジョージ・モイアの娘）と結婚、1男1女をもうけた。
- ヘンリー・チャールズ・ポンソンビー（英語版）（1884年4月21日 – 1957年11月22日） - 第10代ドロヘダ伯爵、初代ムーア男爵[1][3]
- ベアトリス・ミニー・ポンソンビー（Beatrice Minny Ponsonby、1966年没） - 1909年7月15日、ストルアン・ロバートソン・カー＝クラーク（Struan Robertson Kerr-Clark、1915年9月25日没、ジョン・カー＝クラークの息子）と結婚、子供あり。1941年9月15日、初代ランケイラー男爵ジェームズ・ホープ（英語版）（1949年2月14日没）と再婚、子供なし[4][5]